# 3644 Kojitaku
3644 Kojitaku eller 1931 TW är en asteroid i huvudbältet, som upptäcktes 5 oktober 1931 av den tyske astronomen Karl Wilhelm Reinmuth i Heidelberg. Den har fått sitt namn efter den japanske astronomen Takuo Kojima.
Asteroiden har en diameter på ungefär 5 kilometer och den tillhör asteroidgruppen Flora.